# Niwki (Dąbrowa)
Pour les articles homonymes, voir Niwki.
Niwki est une localité polonaise de la gmina d'Olesno, située dans le powiat de Dąbrowa en voïvodie de Petite-Pologne.